# EMD SW1200MG
EMD SW1200MG czteroosiowa manewrowa lokomotywa elektryczna produkowana w latach 1963-1971 przez Electro-Motive Diesel. Była to napędzana silnikami elektrycznymi wersja lokomotywy spalinowej EMD SW1200. Powstało 9 lokomotyw SW1200MG.